# Dorsal de Kolbeinsey

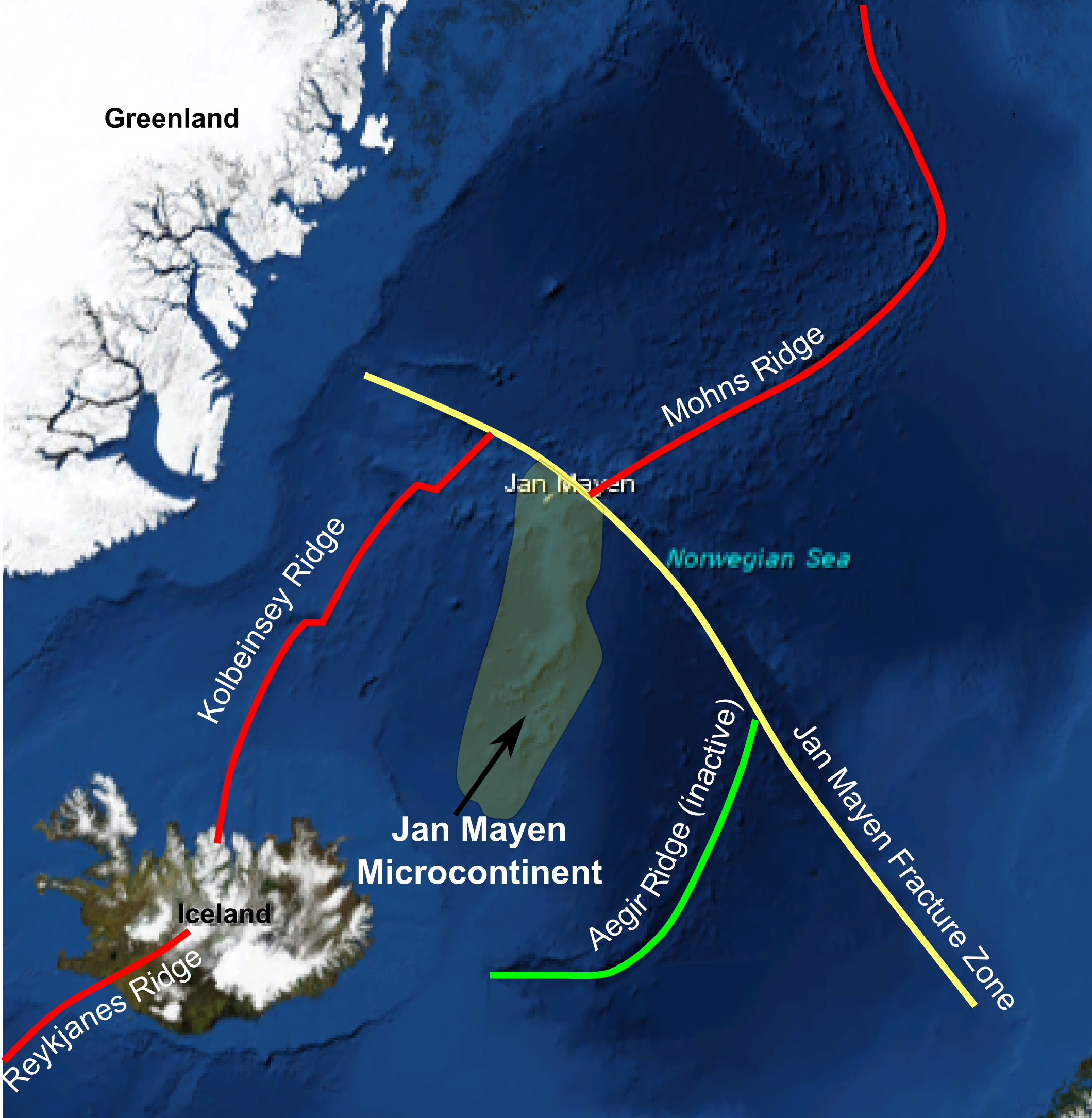
Mapa mostrando a localização da dorsal de Kolbeinsey e outras características geológicas do extremo norte do Atlântico.

Zonas vulcânicas da Islândia. A zona marcada com KR corresponde ao extremo sul da Dorsal de Kolbeinsey.

Dorsal de Kolbeinsey é a designação dada a um segmento da dorsal Mesoatlântica, com cerca de 700 km de comprimento, localizado no norte do Oceano Atlântico e no Oceano Ártico, ao norte da Islândia, a cujo rifte central se liga pela zona de fratura de Tjörnes.

## Descrição
A dorsal de Kolbeinsey é uma seção da dorsal Mesoatlântica localizada no norte do Oceano Atlântico e no Oceano Ártico, ao norte da Islândia, a leste da Groenlândia e a oeste da ilha de Jan Mayen.
A dorsal de Kolbeinsey é delimitada por duas falhas transformantes: ao sul pela zona de fratura de Tjörnes (a 66 graus de latitude norte), que liga a cordilheira submarina ao centro de rifting da zona vulcânica do Norte, região situada em terra na região do leste da Islândia. As ilhas vulcânicas Kolbeinsey e Grímsey ficam ao longo da dorsal de Kolbeinsey, sendo que a primeira lhe empresta o nome; a extremidade norte situa-se a cerca de 170 km a noroeste de Jan Mayen, onde intesecta a zona de fractura de Jan Mayen (a 71 graus de latitude norte).
A dorsal de Kolbeinsey atravessa o planalto islandês como uma cordilheira submarinha (ou umbral batimétrico) a aproximadamente 1800 m de profundidade e separa este planalto oceânico nas suas regiões oriental e ocidental.
A dorsal é dividida em três grandes segmentos: a «dorsal de Kolbeinsey Sul» e a «dorsal de Kolbeinsey Central», separadas pela zona de fratura Spar, e a «dorsal de Kolbeinsey  Norte?, separada da parte central pela zona de fratura de 70,8°. O ilhéu islandês de Kolbeinsey constitui a única parte emersa da dorsal e a sua zona sismicamente mais ativa, sendo um importante foco de atividade sísmica, onde a velocidade da acreção é de cerca de 10 mm/ano. Uma área hidrotermal de alta temperatura foi loclizada ao sul da ilha de Kolbeinsey.
Partículas de cinzas vulcânicas encontradas no ilhéu de Kolbeinsey indicam a ocorrência de erupções no Pleistoceno tardio, mais recentemente durante a última Idade do Gelo, cerca de 11 800 anos atrás. Há relatos de uma erupção submarina no ano de 1372 a noroeste da ilha de Grímsey. Em 1965, o vulcanologista Sigurður Þórarinsson identificou a localização desta erupção em cerca de 66° de latitude Norte. Pesquisas subsequentes indicaram que o local da erupção poderia estar entre a dorsal de Kolbeinsey e o monte submarino Hóll.
Investigadores alemães do Alfred-Wegener-Institut exploraram a área de ligação entre a zona de fractura de Tjörnes e a dorsal de Kolbeinsey, tendo nessa região localizado um vulcão submarino a que deram o nome de monte submarino Stóragrunn.
Em 1992, Robert Huber e Karl Stetter descobriram nas zonas ativas da dorsal uma nova espécie de organismo termofílico, uma bactéria a que deram o binome Aquifex pyrophilus.